# Stary Grodków
Stary Grodków (niem. Alt Grottkau) – wieś w Polsce, położona w województwie opolskim, w powiecie nyskim, w gminie Skoroszyce.
Pierwsza wzmianka w dokumentach o miejscowości pochodzi z 1210 r., a pierwsza o kościele i parafii pw. Świętej Trójcy z 1271 r. Stary Grodków uzyskał prawo lokacji po 1253 roku, zdegradowany po 1278 roku. We wsi znajduje się przystanek kolejowy Stary Grodków.

## Nazwa
W księdze łacińskiej Liber fundationis episcopatus Vratislaviensis (pol. Księga uposażeń biskupstwa wrocławskiego) spisanej za czasów biskupa Henryka z Wierzbna w latach 1295–1305 miejscowość wymieniona jest w zlatynizownej formie Antiquum Grottkaw.
Wkraczające w 1945 oddziały radzieckie dopuściły się zbrodni wojennej, mordując 14 jeńców wojennych, żołnierzy niemieckich, odcinając im głowy, wykłuwając oczy i miażdżąc czołgami. 7 września 1946 r. dokonany został mord na żołnierzach NSZ oddziału kpt. Henryka Flamego "Bartka" w ramach operacji "Lawina". Wśród pomordowanych była m.in. 18-letnia Stanisława Golec ps. "Gusta", ciocia muzyków Łukasza i Pawła Golców.
12 listopada 1946 r. nadano miejscowości polską nazwę Stary Grodków.

## Upamiętnienia
- Pomnik-obelisk upamiętniający 800-lecie Starego Grodkowa, odsłonięty 29 sierpnia 2010 r[12].
- Pomnik upamiętniający kpt. Flamego i pomordowanych żołnierzy NSZ, odsłonięty 5 czerwca 2019 r[13].
- Pomnik-obelisk z napisem "Wołyń 1943 - Pamiętamy", poświęcony 2 września 2023 r. przez ks. Tadeusza Isakowicza-Zaleskiego[14].

## Historia
Od końca XVIII w. wieś posiadała pieczęć gminną, na której wizerunku przedstawiono lemiesz pługa w pas, nad nim skrzyżowane kosa i cep, a od początku XX w. skrzyżowane narzędzia rolnicze: po prawej grabie, po lewej kosa, za nimi pług, dalej cep, między pługiem a narzędziami wieniec dożynkowy.

## Zabytki
Do rejestru zabytków wpisane są:
- kościół par. pw. Świętej Trójcy, z XIII w., 1910 r. W kościele znajduje się  późnogotycka figura Matki Bożej z 1519 r., uważana przez wiernych za cudowną[17].
- ogrodzenie, z XVI w.